# Алтернативна десница
Алтернативна десница (енгл. Alternative right) или алт-рајт (енгл. Alt-right), јесте крајње десничарски, бели националистички покрет. Углавном онлајн феномен, алт-десница је настала у САД  током касних 2000-их пре него што јој је популарност порасла средином 2010-их и успоставила је присуство у другим земљама, а затим је опала од 2017. године. Термин нема јасну дефиницију јер га на различите начине користе чланови самог правца, медијски коментатори, новинари и академици.
Године 2010, амерички бели националиста Ричард Б. Спенсер покренуо је вебзин The Alternative Right. На његову „алтернативну десницу“ утицали су ранији облици америчког белог национализма, као и палеоконзервативизам, новореакционарство и француска нова десница. Временом је сам термин скраћен на "алт-рајт", а популаризован је од стране десних учесника /pol/, политичке табле веб форума 4chan. Временом је овај покрет почео да се испољава у виду других националистичких веб страницама и група, укључујући Daily Stormer, Occidental Dissent и Традиционалистичку радничку партију Метјуа Хајмбаха. Након афере Гејмергејт из 2014. године, алт-десница је све више користила троловање и узнемиравање на мрежи како би подигла свој профил. Године 2015. привукала је ширу пажњу—посебно кроз извештавање Breitbart News Стива Бенона — због подршке алтернативних десница за председничку кампању Доналда Трампа 2016. године. Након што је изабран, Трамп је дезавуисао покрет. Покушавајући да пређу са веб-базираног на улични покрет, Спенсер и други алт-десничари организовали су у августу 2017. митинг "Ујединимо десницу" у Шарлотсвилу у Вирџинији, који је довео до насилних сукоба са контрадемонстрантима. За неке ауторе овај протест као и накнадно хапшење организатора представља крај прве фазе алт-десног покрета.
Покрет алт-деснице подржава псеудонаучну идеју биолошког расизма и промовише облик политике идентитета у корист европских Американаца и белаца на међународном нивоу. Кроз анти-егалитаризам, она одбацује либералну демократску основу управљања САД, и супротставља се и конзервативним и либералним крилима политичког мејнстрима у земљи. Многи њени чланови настоје да замене САД белом сепаратистичком етно-државом. Неки алт-десничари настоје да учине бели национализам друштвено респектабилним, док други, познати као сцена 1488, прихватају отворено супериористичке и неонацистичке ставове да шокирају и провоцирају. Неки алт-десничари су антисемитски настројени, промовишући теорију завере да постоји јеврејска завера да се изведе геноцид белаца, иако други алт-десничари виде већину или део Јевреја као припаднике беле расе. Алт-десница је антифеминистичка и укршта се са онлајн маносфером. Алт-десница се такође противи исламу. Покрет се разликовао од ранијих облика белог национализма својим главном присуством на мрежи и великом употребом ироније и хумора, посебно кроз промоцију интернет мема као што је жабац Пепе. Појединци који су усклађени са многим идејама алт-деснице, али не и са њеним белим национализмом, називани су алт-лајт.
Чланство алт-деснице је претежно бело и мушко, привучено је покрету све лошијим животним стандардом, забринутошћу око друштвене улоге белог мушкости и љутњом на левичарске и небеле облике политике идентитета који се сматрају штетним по белце, као што је феминизам као и Black Lives Matter. Алт-рајт материјал је допринео радикализацији мушкараца одговорних за разна убиства и терористичке нападе у САД од 2014. Критичари оптужују да је термин алт-рајт само ребрендирање белог супремацизма.

## Алт-лефт
Током 1990-их, лабава група левичарских онлајн активиста заснованих на Јузнет групама називала је себе алтернативном левицом или алт-лефтом да би разликовала своје идеје од идеја више мејнстрим левичарске мисли. Идеје које су промовисали алт-лефт активисти у то време укључивали су универзални основни приход и расположење против рада. Популаризација израза алт-рајт 2010-их довела је до све веће употребе алт-лефт за описивање крајње левичарских група; међу медијским изворима који су то учинили били су Фокс Њуз у децембру 2016. и Ванити Фаир у марту 2017. После скупа  касније те године, Трамп је прокоментарисао да су неки контрапротестанти део „веома, веома насилне... алт-левице“. Коментатор Брајан Дин веровао је да Трамп у суштини меша термин алт-лефт са антифашизмом. Одговарајући на Трампову употребу тог термина, разни коментатори су критиковали употребу алт-лефт, тврдећи да га нису креирали нити усвојили левичари, већ да су га осмислили десничари и/или либерали центра да блате левичарске демонстранте што сугерише лажну еквиваленцију између алт-деснице и њихових противника. Историчар Тимоти Д. Снајдер је изјавио да је „алт-рајт термин... који треба да обезбеди нову етикету која би звучала привлачније од нацисте, неонацисте, белог супремаста или белог националисте. Са алт-лефт је друга прича. Не постоји група која се тако означава“.